# Ванінлаг
Ванінський ВТТ Дальбуду (рос. ВАНИНСКИЙ ИТЛ ДАЛЬСТРОЯ, Ванинлаг, ИТЛ и перевалочная база в бухте Ванино, Ванинский транзитно-пересылочный лагерь Дальстроя) — підрозділ, що діяв в системі виправно-трудових установ СРСР.

## Історія
Ванінлаг був створений у 1951 році. Управління Ванінлага розташовувалося в селищі Ваніно, Хабаровський край і пізніше в селищі Тишкіно, Хабаровський край. В оперативному командуванні він підпорядковувався Головному управлінню виправно-трудових таборів Дальбуду.
Максимальна одноразова кількість ув'язнених могло становити близько 17 500 чоловік.
Основним видом виробничої діяльності ув'язнених були лісозаготівлі, гірничі роботи, дорожнє будівництво, робота на промислових підприємствах і в сільському господарстві.
Ванінлаг був закритий 1953 році.